# Euconocephalus remotus
Euconocephalus remotus is een rechtvleugelig insect uit de familie sabelsprinkhanen (Tettigoniidae). De wetenschappelijke naam van deze soort is voor het eerst geldig gepubliceerd in 1869 door Walker.
1. ↑  (en) Euconocephalus remotus op de IUCN Red List of Threatened Species.